# 羽苞藁本
羽苞藁本（学名：Ligusticum daucoides）为伞形科藁本属的植物，是中国的特有植物。分布在中国大陆的四川、云南等地，生长于海拔2,500米至4,000米的地区，一般生长在山坡草地，目前已由人工引种栽培。

## 别名
山芹菜（四川、云南）